# Nogoyá megye
Nogoyá egy megye Argentínában, Entre Ríos tartományban. A megye székhelye Nogoyá.

## Települések
Önkormányzatok és települések (Municipios)
- - Lucas González
  - Nogoyá
  - Aranguren
  - Hernández

Vidéki központok ( centros rurales de población)
- - Crucesitas Octava
  - Don Cristóbal Primero
  - Don Cristóbal Segundo
  - Justo José de Urquiza
  - Aldea San Miguel
  - Crucesitas Séptima
  - Crucesitas Tercera
  - Febre
  - Veinte de Setiembre
  - Betbeder
  - Distrito Chiqueros
  - Distrito Sauce
  - Laurencena